# Pascalet
Pascalet è un romanzo scritto da Henri Bosco e pubblicato nel 1958 al seguito del più conosciuto Bargabot.
È l'unico romanzo dell'autore che ha nel titolo il nome del protagonista, ovvero Pascalet, bambino - alter ego o "fantasma" di Henri giovane, il quale si ritrova ora a quattordici anni: l'età delle scuole medie vissute in collegio, l'età in cui il ragazzo si rende conto che gli anni passano e che le persone amate, considerate come le proprie radici, non sono eterne.

## Trama
Il romanzo costituisce un vagabondaggio nei ricordi da parte dell'uomo ormai invecchiato: l'uomo è Pascalet de Il fanciullo e il fiume.
I ricordi non intervengono in successione cronologica ma sono dettati dalle emozioni che riaffiorano.
I pensieri si concentrano sulla figura della tata di casa, Julie, descrivendo alcuni tratti fisici e caratteriali della donna, sulla vita passata in collegio, sui professori, sui compagni ed in particolare sul dormitorio con le sue ombre ed i sorveglianti.
Quando il giorno delle vacanze arriva, i ragazzi tornano dalle loro famiglie tranne Pascalet che resta in collegio: rivolge i suoi pensieri agli amici che non vede ormai da tempo e non sa se mai rivedrà, risale poi al periodo in cui viveva a Le Mas du Gage e con la famiglia c'erano Tante Martine, ormai non più in vita, e l'amico fraterno Gatzo.
La figura di quest'ultimo, Gatzo, sembra quasi evanescente ed immaginaria: infatti non è facile cogliere le ripetute scomparse, fughe ed apparizioni.
Pascalet ricorda quando Bargabot lo ha ricondotto a casa e poi la scomparsa di Gatzo che mal si adattava al quotidiano casalingo.
I ricordi tornano, inoltre, al dormitorio ed alla propria fuga grazie all'aiuto di Léon, figlio della tata Julie, il quale convince Pascalet e lo sistema in un nascondiglio.
Dal luogo in cui il protagonista viene nascosto, una stanza tetra di un sottotetto, da cui vede solo un frammento di un probabile cortile, osserva l'ambiente ristretto che ha davanti a sé: lì scorge un anziano che Bosco definisce vieillard ed è descritto simile ad un barbone.
Infine, da quel nascondiglio Pascalet vede movimenti sospetti ed è in quel momento che tra i ricordi emerge nuovamente Gatzo, il quale nasconde qualcosa: Pascalet ricorda che l'amico una sera ha perso i sensi, e si è ritrovato al suo risveglio davanti a colei che il protagonista scopre essere Hyacinthe, il segreto.
La ragazza sembra estranea al mondo reale: fissa il giovane ma non parla, viene ricondotta nel suo nascondiglio.
A conclusione dell'opera, viene aperto dai due amici un discorso sull'anima, sui diversi tipi di anima, sull'assenza di anima in determinati individui e Hyacinthe rimane una figura eterea, surreale, non tangibile.

## Temi
- Sogno, Immaginazione e Visione, Anima (Songes – Rêves – Imagination – Vision – âme)
- Infanzia, adolescenza
- Vita in collegio
- Casa come rifugio e contenitore di ricordi (Maison): Gilbert Durand (ne "Le strutture antropologiche dell'immaginario") sottolinea l'isomorfismo tra la casa e il ventre materno, notando come nelle lingue indoeuropee il sostantivo sia, nella maggior parte dei casi, di genere femminile. In essa ci si sente sicuri e protetti, è il luogo della famiglia e degli affetti e come tale rappresenta la parte più intima di noi. Si tratta di un microcosmo secondario tra l'uomo e il macrocosmo, infatti in essa opera il raddoppiamento: nel caso di un edificio molto ampio si ricerca una piccola casa all'interno della grande per ritrovare se stessi. Nel caso del romanzo Pascalet passa dal collegio, ambiente vasto, dove pure i ricordi cominciano a tornare, a un sottotetto, dove con maggiore chiarezza può riaffiorare l'immagine di Gatzo.
- Utilizzo delle maiuscole nel testo per sottolineare l'importanza di alcune figure(ex. L'Infirmière, les Camarades...)
- Pascalet racconta al lettore parlandogli direttamente (es. pensez, imaginez...) dei tre anni passati nel collège
- Uso dell'io narrante.